# Илак (персонаж)
Илак, Имлак или Амлак — в турецких преданиях четвёртый сын Тюрка, мифического прародителя турок, сына Иафетова.
Его местопребыванием считаются окрестности озера Иссык-Куль в нынешней Киргизии. Ему приписывается открытие соли. Считается прародителем илакцев, населявших долину реки Ахангаран, и впоследствии вошедших в общий киргизский этнос.